# 이천시의회
이천시의회는 경기도 이천시 지역을 관할하는 기초의회이다.